# Oscar du meilleur scénario adapté
L’Oscar du meilleur scénario adapté (Academy Award for Best Adapted Screenplay) est une récompense cinématographique américaine décernée chaque année, depuis 1929 par l'Academy of Motion Picture Arts and Sciences (AMPAS), laquelle décerne également tous les autres Oscars.
Ce prix récompense les auteurs d'un scénario inspiré d'œuvres publiées préalablement (livres, pièces de théâtre) ou d'autres scénarios (séries télévisées, films). Initialement intitulée Best Adaptation, la catégorie a été renommée au cours des années en Best Screenplay (1936), Best Screenplay Adapted (1957), Best Screenplay Based on Material from Another Medium (1958), Best Screenplay Adapted from Other Material (1975), Best Screenplay Based on Material from Another Medium (1977), Best Screenplay Based on Material Previously Published or Produced (1992) et Best Adapted Screenplay (2003).
Deux autres catégories récompensent les œuvres originales : l'Oscar de la meilleure histoire originale décerné depuis 1929, complété en 1941 par l'Oscar du meilleur scénario original. À partir de 1958, les deux catégories sont fusionnées avant de ne plus récompenser, à partir de 1975 que le meilleur scénario original.
Lors des 2e et 3e cérémonies, une seule récompense (Writing Achievement) fut attribuée, sans distinction entre les œuvres originales et celles adaptées d'un autre support. Les trois catégories sont officiellement regroupées sous le vocable « Writing » (« écriture »).

## Palmarès
Note : L'année indiquée est celle de la cérémonie, récompensant les films sortis au cours de l'année précédente. Les lauréats sont indiqués en tête de chaque catégorie et en caractères gras.

### Années 1920-1930
- 1929 : L’heure suprême (Seventh Heaven) – Benjamin Glazer, d'après la pièce Seventh Heaven d'Austin Strong
  - Glorious Betsy – Anthony Coldeway, d'après la pièce Glorious Betsy de Rida Johnson Young
  - Le Chanteur de Jazz (The Jazz Singer) – Alfred A. Cohn, d'après la pièce Day of Atonement de Samson Raphaelson
- 1930 (avril) : Le Patriote (The Patriot) – Hanns Kräly, d'après la traduction par Ashley Dukes de la pièce Der Patriot d'Alfred Neumann, elle-même adaptée du récit Paul I de Dimitri Merejkovski
  - The Cop – Elliott J. Clawson (scénario original)
  - In Old Arizona – Tom Barry, d'après l'histoire The Caballero's Way d'O. Henry
  - The Last of Mrs. Cheyney – Hanns Kräly, d'après la pièce The Last of Mrs. Cheyney de Frederick Lonsdale
  - The Leatherneck – Elliott J. Clawson (scénario original)
  - Les Nouvelles Vierges (Our Dancing Daughters) – Josephine Lovett (scénario original)
  - Sal of Singapore – Elliott J. Clawson, d'après l'histoire The Sentimentalists de Dale Collins
  - Skyscraper – Elliott J. Clawson, d'après l'histoire de Dudley Murphy
  - The Valiant – Tom Barry, d'après la pièce The Valiant de Halworthy Hall et Robert Middlemass
  - Intrigues (A Woman of Affairs) – Bess Meredyth, d'après le roman The Green Hat de Michael Arlen
  - Wonder of Women – Bess Meredyth, d'après le roman Die Frau des Steffen Tromholt de Hermann Sudermann
- 1930 (novembre) : Big House (The Big House) – Frances Marion (scénario original)
  - À l'Ouest, rien de nouveau (All Quiet on the Western Front) – Maxwell Anderson, George Abbott et Del Andrews, d'après le roman À l'Ouest, rien de nouveau (Im Westen nichts Neues) d'Erich Maria Remarque
  - Disraeli – Julien Josephson, d'après la pièce Disraeli de Louis N. Parker
  - La Divorcée (The Divorcee) – John Meehan, d'après le roman Ex-Wife d'Ursula Parrott
  - Street of Chance – Howard Estabrook, d'après l'histoire d'Oliver H.P. Garrett
- 1931 : La Ruée vers l'Ouest (Cimarron) – Howard Estabrook, d'après le roman Cimarron d'Edna Ferber
  - Le Code criminel (The Criminal Code) – Seton I. Miller et Fred Niblo Jr., d'après la pièce The Criminal Code de Martin Flavin
  - Holiday – Horace Jackson, d'après la pièce Holiday de Philip Barry
  - Le Petit César (Little Caesar) – Francis Edward Faragoh et Robert N. Lee, d'après le roman Little Caesar de William R. Burnett
  - Skippy – Joseph L. Mankiewicz et Sam Mintz, d'après le comic strip Skippy de Percy Crosby
- 1932 : Bad Girl – Edwin J. Burke, d'après le roman et la pièce de Viña Delmar
  - Arrowsmith – Sidney Howard, d'après le roman Arrowsmith de Sinclair Lewis
  - Docteur Jekyll et M. Hyde (Dr. Jekyll and Mr. Hyde) – Percy Heath et Samuel Hoffenstein, d'après le roman L'Étrange Cas du docteur Jekyll et de M. Hyde (Strange Case of Dr Jekyll and Mr Hyde) de Robert Louis Stevenson
- 1934 : Les Quatre Filles du docteur March (Little Women) – Victor Heerman et Sarah Y. Mason, d'après le roman Les Quatre Filles du docteur March (Little Women) de Louisa May Alcott
  - Grande Dame d'un jour (Lady for a Day) – Robert Riskin, d'après l'histoire Madame la Gimp de Damon Runyon
  - La Foire aux illusions (State Fair) – Paul Green (en) et Sonya Levien, d'après le roman State Fair de Philip Stong (en)
- 1935 : New York-Miami (It Happened One Night) – Robert Riskin, d'après Night Bus de Samuel Hopkins Adams
  - L'Introuvable (The Thin Man) – Albert Hackett et Frances Goodrich, d'après le roman The Thin Man de Dashiell Hammett
  - Viva Villa ! (Viva Villa!) – Ben Hecht, d'après le livre Viva Villa! d'Edgecumb Pinchon et O. B. Stade
- 1936 : Le Mouchard (The Informer) – Dudley Nichols[3], d'après le roman The Informer de Liam O'Flaherty
  - Les Trois Lanciers du Bengale (The Lives of a Bengal Lancer) – Waldemar Young, John L. Balderston, Achmed Abdullah, Grover Jones et William Slavens McNutt, d'après le roman The Lives of a Bengal Lancer de Francis Yeats-Brown
  - Les Révoltés du Bounty (Mutiny on the Bounty) – Talbot Jennings, Jules Furthman et Carey Wilson, d'après le roman Les Révoltés de la Bounty (Mutiny on the Bounty) de Charles Nordhoff et James Norman Hall
  - Capitaine Blood (Captain Blood) – Casey Robinson, d'après le roman Captain Blood de Rafael Sabatini
- 1937 : La Vie de Louis Pasteur (The Story of Louis Pasteur) – Pierre Collings et Sheridan Gibney (scénario original)
  - Nick, gentleman détective (After the Thin Man) – Frances Goodrich et Albert Hackett, d'après une histoire de Dashiell Hammett
  - Dodsworth – Sidney Howard, d'après la pièce Dodsworth de Sidney Howard, elle-même adaptée du roman éponyme de Sinclair Lewis
  - L'Extravagant Mr. Deeds (Mr. Deeds Goes to Town) – Robert Riskin, d'après l'histoire Opera Hat de Clarence Budington Kelland
  - Mon homme Godfrey (My Man Godfrey) – Morrie Ryskind et Eric Hatch (en), d'après l'histoire 1101 Park Avenue d'Eric Hatch (en)
- 1938 : La Vie d'Émile Zola (The Life of Emile Zola) – Heinz Herald, Géza Herczeg et Norman Reilly Raine, d'après le livre Zola and His Time de Matthew Josephson
  - Cette sacrée vérité (The Awful Truth) – Viña Delmar, d'après la pièce The Awful Truth d'Arthur Richman
  - Capitaines courageux (Captains Courageous) – Marc Connelly, John Lee Mahin et Dale Van Every, d'après le roman Captains Courageous de Rudyard Kipling
  - Pension d'artistes (Stage Door) – Morrie Ryskind et Anthony Veiller, d'après la pièce Stage Door d'Edna Ferber et George S. Kaufman
  - Une étoile est née (A Star Is Born) – Dorothy Parker, Alan Campbell et Robert Carson (en), d'après une histoire de William A. Wellman et Robert Carson (en)
- 1939 : Pygmalion – Ian Dalrymple, Cecil Lewis, W.P. Lipscomb et George Bernard Shaw, d'après la pièce Pygmalion de George Bernard Shaw
  - Des hommes sont nés (Boys Town) – John Meehan et Dore Schary, d'après une histoire de Dore Schary et Eleanore Griffin
  - La Citadelle (The Citadel) – Ian Dalrymple, Frank Wead et Elizabeth Hill, d'après le roman La Citadelle (The Citadel) d'A. J. Cronin
  - Rêves de jeunesse (Four Daughters) – Lenore J. Coffee et Julius J. Epstein, d'après le roman Sister Act de Fannie Hurst
  - Vous ne l'emporterez pas avec vous (You Can't Take It With You) – Robert Riskin, d'après la pièce You Can't Take It with You de George S. Kaufman et Moss Hart

### Années 1940
- 1940 : Autant en emporte le vent (Gone with the Wind) – Sidney Howard (à titre posthume), d'après le roman Autant en emporte le vent de Margaret Mitchell
  - Au revoir Mr. Chips (Goodbye, Mr. Chips) – R. C. Sherriff, Claudine West et Eric Maschwitz, d'après le roman Goodbye, Mr. Chips de James Hilton
  - Monsieur Smith au Sénat (Mr. Smith Goes to Washington) – Sidney Buchman, d'après une histoire de Lewis R. Foster
  - Ninotchka – Charles Brackett, Billy Wilder et Walter Reisch, d'après une histoire de Melchior Lengyel
  - Les Hauts de Hurlevent (Wuthering Heights) – Charles MacArthur et Ben Hecht, d'après le roman Les Hauts de Hurlevent de Emily Brontë
- 1941 : Indiscrétions (The Philadelphia Story) – Donald Ogden Stewart, d'après la pièce The Philadelphia Story de Philip Barry
  - Les Raisins de la colère (The Grapes of Wrath) – Nunnally Johnson, d'après le roman Les Raisins de la colère de John Steinbeck
  - Kitty Foyle – Dalton Trumbo, d'après le roman Kitty Foyle de Christopher Morley
  - Les Hommes de la mer (The Long Voyage Home) – Dudley Nichols, d'après les pièces The Moon of the Caribees, In the Zone, Bound East for Cardiff et The Long Voyage Home de Eugene O'Neill
  - Rebecca – Robert E. Sherwood et Joan Harrison, d'après le roman Rebecca de Daphne du Maurier
- 1942 : Le Défunt récalcitrant (Here Comes Mr. Jordan) – Sidney Buchman et Seton I. Miller, d'après la pièce Heaven Can Wait de Harry Segall
  - Par la porte d'or (Hold Back the Dawn) – Charles Brackett et Billy Wilder, d'après l'histoire de Ketti Frings (en)
  - Qu'elle était verte ma vallée (How Green Was My Valley) – Philip Dunne, d'après le roman How Green Was My Valley de Richard Llewellyn
  - La Vipère (The Little Foxes) – Lillian Hellman, d'après le roman The Little Foxes de Lillian Hellman
  - Le Faucon maltais (The Maltese Falcon) – John Huston, d'après le roman Le Faucon de Malte de Dashiell Hammett
- 1943 : Madame Miniver (Mrs. Miniver) – George Froeschel, James Hilton, Claudine West et Arthur Wimperis, d'après le personnage Mrs. Miniver créé par Jan Struther
  - 49e Parallèle (49th Parallel) – Rodney Ackland (en) et Emeric Pressburger, d'après l'histoire de Emeric Pressburger
  - Vainqueur du destin (The Pride of the Yankees) – Herman J. Mankiewicz et Jo Swerling, d'après l'histoire de Paul Gallico
  - Prisonniers du passé (Random Harvest) – George Froeschel, Claudine West et Arthur Wimperis, d'après le roman Random Harvest de James Hilton
  - La Justice des hommes (The Talk of the Town) – Sidney Buchman et Irwin Shaw, d'après l'histoire de Sidney Harmon
- 1944 : Casablanca – Philip G. Epstein, Julius J. Epstein et Howard Koch, d'après la pièce Everybody Comes to Rick's de Murray Burnett et Joan Alison
  - Holy Matrimony – Nunnally Johnson, d'après le roman Buried Alive de Arnold Bennett
  - Plus on est de fous (The More the Merrier) – Richard Flournoy, Lewis R. Foster, Frank Ross et Robert Russell, d'après l'histoire de Frank Ross et Robert Russell
  - Le Chant de Bernadette (The Song of Bernadette) – George Seaton, d'après le roman The Song of Bernadette de Franz Werfel
  - Quand le jour viendra (Watch on the Rhine) – Dashiell Hammett, d'après le roman Watch on the Rhine de Lillian Hellman
- 1945 : La Route semée d'étoiles (Going My Way) – Frank Butler et Frank Cavett, d'après l'histoire de Leo McCarey[4]
  - Assurance sur la mort (Double Indemnity) – Billy Wilder et Raymond Chandler, d'après le roman Double Indemnity in Three of a Kind de James M. Cain
  - Hantise (Gaslight) – John Van Druten, Walter Reisch et John L. Balderston, d'après le roman Gas Light de Patrick Hamilton
  - Laura – Jay Dratler, Samuel Hoffenstein et Betty Reinhardt, d'après le roman Laura de Vera Caspary
  - Le Chant du Missouri (Meet Me in St. Louis) – Irving Brecher et Fred F. Finklehoffe, d'après le roman Meet Me in St. Louis de Sally Benson
- 1946 : Le Poison (The Lost Weekend) – Charles Brackett et Billy Wilder, d'après le roman The Lost Weekend de Charles R. Jackson
  - Le Roman de Mildred Pierce (Mildred Pierce) – Ranald MacDougall, d'après le roman Mildred Pierce de James M. Cain
  - La Route des ténèbres (Pride of the Marines) – Albert Maltz, d'après le roman Al Schmid, Marine de Roger Butterfield
  - Les Forçats de la gloire (The Story of G.I. Joe) – Leopold Atlas, Guy Endore et Philip Stevenson, d'après les livres Brave Men et Here Is Your War de Ernie Pyle
  - Le Lys de Brooklyn (A Tree Grows in Brooklyn) – Frank Davis et Tess Slesinger (à titre posthume), d'après le roman A Tree Grows in Brooklyn de Betty Smith
- 1947 : Les Plus Belles Années de notre vie (The Best Years of Our Live) – Robert Sherwood, d'après le roman Glory for Me de MacKinlay Kantor
  - Anna et le Roi de Siam (Anna and the King of Siam) – Sally Benson et Talbot Jennings, d'après le roman Anna et le Roi de Siam de Margaret Landon
  - Brève Rencontre (Brief Encounter) – Anthony Havelock-Allan, David Lean et Ronald Neame, d'après la pièce Still Life de Noël Coward
  - Les Tueurs (The Killers) – Anthony Veiller, d'après la nouvelle Les Tueurs de Ernest Hemingway
  - Rome, ville ouverte (Roma, città aperta) – Sergio Amidei et Federico Fellini, d'après l'histoire de Sergio Amidei et Alberto Consiglio
- 1948 : Miracle sur la 34e rue (Miracle on 34th Street) – George Seaton, d'après l'histoire de Valentine Davies[4]
  - Boomerang ! (Boomerang!) – Richard Murphy, d'après l'article de Anthony Abbot dans le Reader's Digest
  - Feux croisés (Crossfire) – John Paxton, d'après le roman The Brick Foxhole de Richard Brooks
  - Le Mur invisible (Gentleman's Agreement) – Moss Hart, d'après le roman Gentleman's Agreement de Laura Z. Hobson
  - Les Grandes Espérances (Great Expectations) – David Lean, Ronald Neame et Anthony Havelock-Allan, d'après le roman Les Grandes Espérances de Charles Dickens
- 1949 : Le Trésor de la Sierra Madre (Treasure of the Sierra Madre) – John Huston, d'après le roman The Treasure of the Sierra Madre de B. Traven
  - La Scandaleuse de Berlin (A Foreign Affair) – Charles Brackett, Billy Wilder et Richard L. Breen, d'après l'histoire de David Shaw
  - Johnny Belinda – Irma von Cube et Allen Vincent, d'après la pièce Johnny Belinda de Elmer Blaney Harris
  - Les Anges marqués (The Search) – Richard Schweizer et David Wechsler [scénario original]
  - La Fosse aux serpents (The Snake Pit) – Frank Partos et Millen Brand, d'après le roman The Snake Pit de Mary Jane Ward

### Années 1950
- 1950 : Chaînes conjugales (A Letter to Three Wives) – Joseph L. Mankiewicz, d'après le roman Letter to Five Wives de John Klempner
  - Les Fous du roi (All the King's Men) – Robert Rossen, d'après le roman All the King's Men de Robert Penn Warren
  - Le Voleur de bicyclette (Ladri di biciclette) – Cesare Zavattini, d'après le roman de Luigi Bartolini
  - Le Champion (Champion) – Carl Foreman, d'après la nouvelle Champion de Ring Lardner
  - Première Désillusion (The Fallen Idol) – Graham Greene, d'après la nouvelle The Fallen Idol de Graham Greene
- 1951 : Ève (All About Eve) – Joseph L. Mankiewicz, d'après la nouvelle The Wisdom of Eve de Mary Orr
  - Quand la ville dort (The Asphalt Jungle) – Ben Maddow et John Huston, d'après le roman The Asphalt Jungle de W. R. Burnett
  - Comment l'esprit vient aux femmes (Born Yesterday) – Albert Mannheimer, d'après la pièce Born Yesterday de Garson Kanin
  - La Flèche brisée (Broken Arrow) – Albert Maltz et Michael Blankfort, d'après le roman Broken Arrow d'Elliott Arnold
  - Le Père de la mariée (Father of the Bride) – Frances Goodrich et Albert Hackett, d'après le roman Father of the Bride d'Edward Streeter
- 1952 : Une place au soleil (A Place in the Sun) – Harry Brown et Michael Wilson, d'après le roman Une tragédie américaine de Theodore Dreiser et la pièce An American Tragedy Patrick Kearney
  - L'Odyssée de l'African Queen (The African Queen) – James Agee et John Huston, d'après le roman The African Queen de C.S. Forester
  - Histoire de détective (Detective Story) – Robert Wyler et Philip Yordan, d'après la pièce Detective Story de Sidney Kingsley
  - La Ronde – Jacques Natanson et Max Ophüls, d'après la pièce La Ronde de Arthur Schnitzler
  - Un tramway nommé Désir (A Streetcar Named Desire) – Tennessee Williams, d'après la pièce Un tramway nommé Désir de Tennessee Williams
- 1953 : Les Ensorcelés (The Bad and the Beautiful) – Charles Schnee, d'après Tribute to a Badman de George Bradshaw
  - L'Affaire Cicéron (5 Fingers) – Michael Wilson, d'après le roman Operation Cicero de L.C. Moyzisch
  - Le train sifflera trois fois (High Noon) – Carl Foreman, d'après la nouvelle The Tin Star de John W. Cunningham
  - L'Homme au complet blanc (The Man in the White Suit) – John Dighton, Roger MacDougall et Alexander Mackendrick, d'après la pièce The Man in the White Suit de Roger MacDougall
  - L'Homme tranquille (The Quiet Man) – Frank S. Nugent, d'après la nouvelle Green Rushes de Maurice Walsh
- 1954 : Tant qu'il y aura des hommes (From Here to Eternity) – Daniel Taradash, d'après le roman From Here to Eternity de James Jones
  - La Mer cruelle (The Cruel Sea) – Eric Ambler, d'après le roman The Cruel Sea de Nicholas Monsarrat
  - Lili – Helen Deutsch, d'après le roman Love of Seven Dolls de Paul Gallico
  - Vacances romaines (Roman Holiday) – Ian McLellan Hunter et John Dighton, d'après une histoire de Dalton Trumbo
  - L'Homme des vallées perdues (Shane) – A.B. Guthrie Jr., d'après le roman Shane de Jack Schaefer
- 1955 : Une fille de la province (The Country Girl) – George Seaton, d'après la pièce The Country Girl de Clifford Odets
  - Ouragan sur le Caine (The Caine Mutiny) – Stanley Roberts, d'après le roman The Caine Mutiny de Herman Wouk
  - Fenêtre sur cour (Rear Window) – John Michael Hayes, d'après la nouvelle It Had to Be Murder de Cornell Woolrich
  - Sabrina – Billy Wilder, Samuel Taylor et Ernest Lehman, d'après le roman Sabrina Fair de Samuel Taylor
  - Les Sept Femmes de Barbe-Rousse (Seven Brides for Seven Brothers) – Albert Hackett, Frances Goodrich et Dorothy Kingsley, d'après le roman The Sobbin' Women de Stephen Vincent Benét
- 1956 : Marty – Paddy Chayefsky, d'après le téléfilm Marty écrit par Paddy Chayefsky
  - La Loi du Seigneur (Friendly persuasion) - William Wyler, d'après le roman The Friendly Persuasion de Jessamyn West
  - Un homme est passé (Bad Day at Black Rock) – Millard Kaufman, d'après la nouvelle Bad Time at Honda de Howard Breslin
  - Graine de violence (Blackboard Jungle) – Richard Brooks, d'après le roman Blackboard Jungle d'Evan Hunter
  - À l'est d'Éden (East of Eden) – Paul Osborn, d'après le roman À l'est d'Éden de John Steinbeck
  - Les Pièges de la passion (Love Me or Leave Me) – Daniel Fuchs et Isobel Lennart, d'après une histoire de Daniel Fuchs
- 1957 : Le Tour du monde en 80 jours (Around the World in Eighty Days) – John Farrow, S.J. Perelman et James Poe, d'après le roman Le Tour du monde en quatre-vingts jours de Jules Verne
  - Baby Doll – Tennessee Williams, d'après les pièces Twenty-seven Wagons Full of Cotton et The Unsatisfactory Supper de Tennessee Williams
  - La Loi du Seigneur (Friendly Persuasion) – Michael Wilson, d'après le roman The Friendly Persuasion de Jessamyn West
  - Géant (Giant) – Fred Guiol et Ivan Moffat, d'après le roman Giant d'Edna Ferber
  - La Vie passionnée de Vincent van Gogh (Lust for Life) – Norman Corwin, d'après le roman Lust for Life d'Irving Stone
- 1958 : Le Pont de la rivière Kwaï (The Bridge on the River Kwaï) – Carl Foreman, Michael Wilson et Pierre Boulle, d'après le roman Le Pont de la rivière Kwaï de Pierre Boulle
  - Dieu seul le sait (Heaven Knows, Mr. Allison) – John Huston et John Lee Mahin, d'après le roman Heaven Knows, Mr. Allison de Charles Shaw
  - Les Plaisirs de l'enfer (Peyton Place) – John Michael Hayes, d'après le roman Peyton Place de Grace Metalious
  - Sayonara – Paul Osborn, d'après le roman Sayonara de James Michener
  - Douze Hommes en colère (12 Angry Men) – Reginald Rose, d'après la pièce Douze Hommes en colère écrit par Reginald Rose
- 1959 : Gigi – Alan Jay Lerner, d'après le roman Gigi de Colette
  - La Chatte sur un toit brûlant (Cat on a Hot Tin Roof) – Richard Brooks et James Poe, d'après le roman Cat on a Hot Tin Roof de Tennessee Williams
  - De la bouche du cheval (The Horse's Mouth) – Alec Guinness, d'après le roman The Horse's Mouth de Joyce Cary
  - Je veux vivre ! (I Want to Live!) – Nelson Gidding et Don Mankiewicz, d'après des articles d'Ed Montgomery et des lettres de Barbara Graham
  - Tables séparées (Separate Tables) – John Gay et Terence Rattigan, d'après la pièce Separate Tables de Terence Rattigan

### Années 1960
- 1960 : Les Chemins de la haute ville (Room at the Top) – Neil Paterson, d'après le roman Room at the Top de John Braine
  - Autopsie d'un meurtre (Anatomy of a Murder) – Wendell Mayes, d'après le roman Anatomy of a Murder de Robert Traver
  - Ben-Hur – Karl Tunberg, d'après le roman Ben-Hur de Lew Wallace
  - Au risque de se perdre (The Nun's Story) – Robert Anderson, d'après le roman The Nun's Story de Kathryn Hulme
  - Certains l'aiment chaud (Some Like It Hot) – Billy Wilder et I.A.L. Diamond, d'après une histoire de Robert Thoeren et M. Logan
- 1961 : Elmer Gantry le charlatan (Elmer Gantry) – Richard Brooks, d'après le roman Elmer Gantry de Sinclair Lewis
  - Procès de singe (Inherit the Wind) – Nedrick Young, Harold Jacob Smith et Nathan E. Douglas, d'après la pièce Inherit the Wind de Jerome Lawrence et Robert Edwin Lee
  - Amants et Fils (Sons and Lovers) – Gavin Lambert et T.E.B. Clarke, d'après le roman Amants et Fils de D. H. Lawrence
  - Horizons sans frontières (The Sundowners) – Isobel Lennart, d'après le roman The Sundowners de Jon Cleary
  - Les Fanfares de la gloire (Tunes of Glory) – James Kennaway, d'après le roman Tunes of Glory de James Kennaway
- 1962 : Jugement à Nuremberg (Judgment at Nuremberg) – Abby Mann, d'après le téléfilm Judgment at Nuremberg écrit par Abby Mann
  - Diamants sur canapé (Breakfast at Tiffany's) – George Axelrod, d'après la nouvelle Petit Déjeuner chez Tiffany de Truman Capote
  - Les Canons de Navarone (The Guns of Navarone) – Carl Foreman, d'après le roman The Guns of Navarone d'Alistair MacLean
  - L'Arnaqueur (The Hustler) – Sydney Carroll et Robert Rossen, d'après le roman The Hustler de Walter Tevis
  - West Side Story – Ernest Lehman, d'après la comédie musicale West Side Story de Arthur Laurents et Stephen Sondheim
- 1963 : Du silence et des ombres (To Kill a Mockingbird) – Horton Foote, d'après le roman Ne tirez pas sur l'oiseau moqueur de Harper Lee
  - David et Lisa (David and Lisa) – Eleanor Perry, d'après la nouvelle Lisa and David de Theodore Isaac Rubin
  - Lawrence d'Arabie (Lawrence of Arabia) – Robert Bolt et Michael Wilson, d'après le travail de T. E. Lawrence
  - Lolita – Vladimir Nabokov, d'après le roman Lolita de Vladimir Nabokov
  - Miracle en Alabama (The Miracle Worker) – William Gibson, d'après le roman The Miracle Worker de William Gibson
- 1964 : Tom Jones – John Osborne, d'après le roman Histoire de Tom Jones, enfant trouvé de Henry Fielding
  - Le Combat du capitaine Newman (Captain Newman, M.D.) – Richard L. Breen, Henry Ephron et Phoebe Ephron, d'après le roman Captain Newman, M.D. de Leo Rosten
  - Le Plus Sauvage d'entre tous (Hud) – Irving Ravetch et Harriet Frank Jr., d'après le roman Horseman, Pass By de Larry McMurtry
  - Le Lys des champs (Lilies of the Field) – James Poe, d'après le roman Lilies of the Field de William E. Barrett
  - Les Dimanches de Ville d'Avray – Serge Bourguignon et Antoine Tudal, d'après le roman Les Dimanches de Ville d'Avray de Bernard Eschasseriaux
- 1965 : Becket – Edward Anhalt, d'après la pièce Becket ou l'Honneur de Dieu de Jean Anouilh
  - Docteur Folamour (Dr. Strangelove) – Stanley Kubrick, Terry Southern et Peter George, d'après le roman Red Alert de Peter George
  - Mary Poppins – Bill Walsh et Don DaGradi, d'après les romans Mary Poppins de Pamela L. Travers
  - My Fair Lady – Alan Jay Lerner, d'après la comédie musicale My Fair Lady d'Alan Jay Lerner et la pièce Pygmalion de George Bernard Shaw
  - Zorba le Grec (Αλέξης Ζορμπάς) – Michael Cacoyannis, d'après le roman Alexis Zorba de Níkos Kazantzákis
- 1966 : Le Docteur Jivago (Doctor Zhivago) – Robert Bolt, d'après le roman Le Docteur Jivago de Boris Pasternak
  - Cat Ballou – Walter Newman et Frank R. Pierson, d'après le roman The Ballad of Cat Ballou de Roy Chanslor
  - L'Obsédé (The Collector) – Stanley Mann et John Kohn, d'après le roman The Collector de John Fowles
  - La Nef des fous (Ship of Fools) – Abby Mann, d'après le roman Ship of Fools de Katherine Anne Porter
  - Des clowns par milliers (A Thousand Clowns) – Herb Gardner, d'après la pièce A Thousand Clowns de Herb Gardner
- 1967 : Un homme pour l'éternité (A Man for All Seasons) – Robert Bolt, d'après la pièce Un homme pour l'éternité de Robert Bolt
  - Alfie le dragueur (Alfie) – Bill Naughton, d'après la pièce Alfie de Bill Naughton
  - Les Professionnels (The Professionals) – Richard Brooks, d'après le roman A Mule for the Marquesa de Frank O'Rourke
  - Les Russes arrivent (The Russians Are Coming, the Russians Are Coming) – William Rose, d'après le roman Off-Islanders de Nathaniel Benchley
  - Qui a peur de Virginia Woolf ? (Who's Afraid of Virginia Woolf?) – Ernest Lehman, d'après la pièce Qui a peur de Virginia Woolf ? d'Edward Albee
- 1968 : Dans la chaleur de la nuit (In the Heat of the Night) – Stirling Silliphant, d'après le roman In the Heat of the Night de John Ball
  - Luke la main froide (Cool Hand Luke) – Donn Pearce et Frank R. Pierson, d'après le roman Cool Hand Luke de Donn Pearce
  - Le Lauréat (The Graduate) – Calder Willingham et Buck Henry, d'après le roman Le Lauréat de Charles Webb
  - De sang-froid (In Cold Blood) – Richard Brooks, d'après le roman De sang-froid de Truman Capote
  - Ulysses – Joseph Strick et Fred Haines, d'après le roman Ulysse de James Joyce
- 1969 : Le Lion en hiver (The Lion in Winter) – James Goldman, d'après la pièce The Lion in Winter de James Goldman
  - Drôle de couple (The Odd Couple) – Neil Simon, d'après la pièce The Odd Couple de Neil Simon
  - Oliver ! (Oliver!) – Vernon Harris, d'après le roman Oliver Twist de Charles Dickens et la comédie musicale Oliver! écrite par Lionel Bart
  - Rachel, Rachel – Stewart Stern, d'après le roman A Jest of God de Margaret Laurence
  - Rosemary's Baby – Roman Polanski, d'après le roman Rosemary's Baby d'Ira Levin

### Années 1970
- 1970 : Macadam Cowboy (Midnight Cowboy) – Waldo Salt, d'après le roman Midnight Cowboy de James Leo Herlihy
  - Anne des mille jours (Anne of the Thousand Days) – John Hale, Bridget Boland et Richard Sokolove, d'après la pièce Anne of the Thousand Days de Maxwell Anderson
  - Goodbye Columbus – Arnold Schulman, d'après le roman Goodbye, Columbus de Philip Roth
  - On achève bien les chevaux (They Shoot Horses, Don't They?) – James Poe et Robert E. Thompson, d'après le roman They Shoot Horses, Don't They? de Horace McCoy
  - Z – Jorge Semprún et Costa-Gavras, d'après le roman Z de Vassilis Vassilikos
- 1971 : M*A*S*H – Ring Lardner Jr., d'après le roman MASH: A Novel About Three Army Doctors de Richard Hooker
  - Airport – George Seaton, d'après le roman Airport d'Arthur Hailey
  - I Never Sang for My Father – Robert Anderson, d'après la pièce I Never Sang for My Father de Robert Anderson
  - Lune de miel aux orties (Lovers and Other Strangers) – Joseph Bologna, David Zelag Goodman (en) et Renée Taylor, d'après la pièce Lovers and Other Strangers de Joseph Bologna et Renée Taylor
  - Love (Women in Love) – Larry Kramer, d'après le roman Femmes amoureuses de D. H. Lawrence
- 1972 : French Connection (The French Connection) – Ernest Tidyman, d'après le roman The French Connection: A True Account of Cops, Narcotics, and International Conspiracy de Robin Moore
  - Orange mécanique (A Clockwork Orange) – Stanley Kubrick, d'après le roman L'Orange mécanique de Anthony Burgess
  - Le Conformiste (Il conformista) – Bernardo Bertolucci, d'après le roman Il conformista  d'Alberto Moravia
  - Le Jardin des Finzi-Contini (The Garden of the Finzi Continis) – Ugo Pirro et Vittorio Bonicelli, d'après le roman Le Jardin des Finzi-Contini de Giorgio Bassani
  - La Dernière Séance (The Last Picture Show) – Larry McMurtry et Peter Bogdanovich, d'après le roman The Last Picture Show de Larry McMurtry
- 1973 : Le Parrain (The Godfather) – Mario Puzo et Francis Ford Coppola, d'après le roman Le Parrain de Mario Puzo
  - Cabaret – Jay Presson Allen, d'après le roman Cabaret écrit par Joe Masteroff
  - Les Émigrants (Utvandrarna) – Bengt Forslund et Jan Troell, d'après les romans Utvandrarna et Invandrarna de Vilhelm Moberg
  - Peter et Tillie (Pete 'n' Tillie) – Julius J. Epstein, d'après la nouvelle Witch's Milk de Peter De Vries
  - Sounder – Lonne Elder III, d'après le roman Sounder de William H. Armstrong
- 1974 : L'Exorciste (The Exorcist) – William Peter Blatty, d'après le roman L'Exorciste de William Peter Blatty
  - La Dernière Corvée (The Last Detail) – Robert Towne, d'après le roman The Last Detail de Darryl Ponicsan
  - La Chasse aux diplômes (The Paper Chase) – James Bridges, d'après le roman The Paper Chase de John Jay Osborn Jr.
  - La Barbe à papa (Paper Moon) – Alvin Sargent, d'après le roman Addie Pray de Joe David Brown
  - Serpico – Waldo Salt et Norman Wexler, d'après le livre Serpico de Peter Maas
- 1975 : Le Parrain 2 (The Godfather, Part II) – Mario Puzo et Francis Ford Coppola, d'après le roman Le Parrain de Mario Puzo
  - L'Apprentissage de Duddy Kravitz (The Apprenticeship of Duddy Kravitz) – Lionel Chetwynd et Mordecai Richler, d'après le roman L'Apprentissage de Duddy Kravitz de Mordecai Richler
  - Lenny – Julian Barry, d'après la pièce Lenny de Julian Barry
  - Le Crime de l'Orient-Express (Murder on the Orient Express) – Paul Dehn, d'après le roman Le Crime de l'Orient-Express d'Agatha Christie
  - Frankenstein Junior (Young Frankenstein) – Gene Wilder et Mel Brooks, d'après le roman Frankenstein ou le Prométhée moderne de Mary Shelley
- 1976 : Vol au-dessus d'un nid de coucou (One Flew Over the Cuckoo's Nest) – Bo Goldman et Lawrence Hauben, d'après le roman Vol au-dessus d'un nid de coucou de Ken Kesey
  - Barry Lyndon – Stanley Kubrick, d'après le roman Mémoires de Barry Lyndon de William Makepeace Thackeray
  - L'Homme qui voulut être roi (The Man Who Would Be King) – John Huston et Gladys Hill, d'après la nouvelle The Man Who Would Be King de Rudyard Kipling
  - Parfum de femme (Profumo di donna) – Ruggero Maccari et Dino Risi, d'après le roman Parfum de femme (Il buio e il miele) de Giovanni Arpino
  - The Sunshine Boys – Neil Simon, d'après le roman The Sunshine Boys de Neil Simon
- 1977 : Les Hommes du président (All the President's Men) – William Goldman, d'après le livre Les Hommes du président de Carl Bernstein et Bob Woodward
  - En route pour la gloire (Bound for Glory) – Robert Getchell, d'après le livre Bound for Glory de Woody Guthrie
  - Le Casanova de Fellini (Il Casanova di Federico Fellini) – Federico Fellini et Bernardino Zapponi, d'après le livre Histoire de ma vie de Giacomo Casanova
  - Sherlock Holmes attaque l'Orient-Express (The Seven-Per-Cent Solution) – Nicholas Meyer, d'après le livre The Seven-Per-Cent Solution: Being a Reprint from the Reminiscences of John H. Watson, M.D. de Nicholas Meyer
  - Le Voyage des damnés (Voyage of the Damned) – David Butler et Steve Shagan, d'après le roman Voyage of the Damned de Gordon Thomas
- 1978 : Julia – Alvin Sargent, d'après le romanPentimento de Lillian Hellman
  - Equus – Peter Shaffer, d'après la pièce Equus de Peter Shaffer
  - Jamais je ne t'ai promis un jardin de roses (I Never Promised You a Rose Garden) – Gavin Lambert et Lewis John Carlino, d'après le roman I Never Promised You a Rose Garden de Hannah Greene
  - Oh, God! – Larry Gelbart, d'après le roman Oh, God! d'Avery Corman
  - Cet obscur objet du désir (That Obscure Object of Desire) – Luis Buñuel et Jean-Claude Carrière, d'après le roman La Femme et le Pantin de Pierre Louÿs
- 1979 : Midnight Express – Oliver Stone, d'après le livre Midnight Express de William Hayes et William Hoffer
  - Les Chaînes du sang (Bloodbrothers) – Walter Newman, d'après le roman Bloodbrothers de Richard Price
  - California Hôtel (California Suite) – Neil Simon, d'après la pièce California Suite de Neil Simon
  - Le ciel peut attendre (Heaven Can Wait) – Elaine May et Warren Beatty, d'après la pièce Heaven Can Wait de Harry Seagal
  - Même heure l'année prochaine (Same Time, Next Year) – Bernard Slade, d'après la pièce Same Time, Next Year de Bernard Slade

### Années 1980
- 1980 : Kramer contre Kramer (Kramer vs. Kramer) – Robert Benton, d'après le roman Kramer vs. Kramer d'Avery Corman
  - Apocalypse Now – John Milius et Francis Ford Coppola, d'après le roman Au cœur des ténèbres de Joseph Conrad
  - La Cage aux folles – Marcello Danon, Édouard Molinaro, Jean Poiret et Francis Veber, d'après la pièce La Cage aux folles de Jean Poiret
  - I Love You, je t'aime (A Little Romance) – Allan Burns, d'après le roman E=MC2 mon amour de Patrick Cauvin
  - Norma Rae – Harriet Frank Jr. et Irving Ravetch, d'après le livre Crystal Lee, a Woman of Inheritance de Hank Leiferman
- 1981 : Des gens comme les autres (Ordinary People) – Alvin Sargent, d'après le roman Ordinary People de Judith Guest
  - Héros ou Salopards (Breaker Morant) – Jonathan Hardy, David Stevens et Bruce Beresford, d'après la pièce Breaker Morant de Kenneth G. Ross
  - Nashville Lady (Coal Miner's Daughter) – Tom Rickman, d'après le livre Coal Miner's Daughter de Loretta Lynn et George Vecsey
  - Elephant Man (The Elephant Man) – Christopher De Vore, Eric Bergren et David Lynch, d'après les livres The Elephant Man and Other Reminiscences de Sir Frederick Treves et The Elephant Man: A Study in Human Dignity d'Ashley Montagu
  - Le Diable en boîte (The Stunt Man) – Lawrence B. Marcus et Richard Rush, d'après le roman The Stunt Man de Paul Brodeur
- 1982 : La Maison du lac (On Golden Pond) – Ernest Thompson, d'après la pièce On Golden Pond d'Ernest Thompson
  - La Maîtresse du lieutenant français (The French Lieutenant's Woman) – Harold Pinter, d'après le roman Sarah et le Lieutenant français de John Fowles
  - Tout l'or du ciel (Pennies From Heaven) – Dennis Potter, d'après la mini-série Pennies From Heaven de Dennis Potter
  - Le Prince de New York (Prince of the City) – Jay Presson Allen et Sidney Lumet, d'après le livre Prince of the City: The True Story of a Cop Who Knew Too Much de Robert Daley
  - Ragtime – Michael Weller, d'après le roman Ragtime de E. L. Doctorow
- 1983 : Missing – Costa-Gavras et Donald E. Stewart, d'après le livre The Execution of Charles Horman: An American Sacrifice de Thomas Hauser
  - Das Boot – Wolfgang Petersen, d'après le roman Das Boot de Lothar G. Buchheim
  - Le Choix de Sophie (Sophie's Choice) – Alan J. Pakula, d'après le roman Le Choix de Sophie de William Styron
  - Le Verdict (The Verdict) – David Mamet, d'après le roman The Verdict de Barry Reed (en)
  - Victor Victoria – Blake Edwards, d'après le film Viktor und Viktoria écrit par Reinhold Schünzel
- 1984 : Tendres Passions (Terms of Endearment) – James L. Brooks, d'après le roman Terms of Endearment de Larry McMurtry
  - Trahisons conjugales (Betrayal) – Harold Pinter, d'après la pièce Trahisons de Harold Pinter
  - L'Habilleur (The Dresser) – Ronald Harwood, d'après la pièce The Dresser de Ronald Harwood
  - L'Éducation de Rita (Educating Rita) – Willy Russell, d'après la pièce Educating Rita de Willy Russell
  - Reuben, Reuben, ou la vie d'artiste (Reuben, Reuben) – Julius J. Epstein, d'après la pièce Spoonford de Herman Shumlin
- 1985 : Amadeus – Peter Shaffer, d'après la pièce Amadeus de Peter Shaffer
  - Greystoke, la légende de Tarzan (Greystoke: The Legend of Tarzan, Lord of the Apes) – P.H. Vazak et Michael Austin, d'après le roman Tarzan seigneur de la jungle d'Edgar Rice Burroughs
  - La Déchirure (The Killing Fields) – Bruce Robinson, d'après l'article « The Death and Life of Dith Pran » de Sydney Schanberg
  - La Route des Indes (A Passage to India) – David Lean, d'après le roman Route des Indes d'E.M. Forster
  - A Soldier's Story – Charles Fuller, d'après la pièce A Soldier's Play de Charles Fuller
- 1986 : Out of Africa – Kurt Luedtke, d'après les livres Isak Dinesen: The Life of a Storyteller de Judith Thurman et Silence Will Speak d'Errol Trzebinski, et les mémoires de Karen Blixen
  - La Couleur pourpre (The Color Purple) – Menno Meyjes, d'après le roman La Couleur pourpre d'Alice Walker
  - Le Baiser de la femme araignée (O Beijo da Mulher Aranha) – Leonard Schrader (en), d'après le roman El beso de la mujer araña de Manuel Puig
  - L'Honneur des Prizzi (Prizzi's Honor) – Richard Condon et Janet Roach, d'après le roman Prizzi's Honor de Richard Condon
  - Mémoires du Texas (The Trip to Bountiful) – Horton Foote, d'après la pièce télévisée The Trip to Bountiful écrite par Horton Foote
- 1987 : Chambre avec vue (A Room with a View) – Ruth Prawer Jhabvala, d'après le roman Avec vue sur l'Arno de E.M. Forster
  - Les Enfants du silence (Children of a Lesser God) – Hesper Anderson et Mark Medoff, d'après la pièce Les Enfants du silence de Mark Medoff
  - La Couleur de l'argent (The Color of Money) – Richard Price, d'après le roman The Color of Money de Walter Tevis
  - Crimes du cœur (Crimes of the Heart) – Beth Henley, d'après la pièce Crimes of the Heart de Beth Henley
  - Stand by Me – Raynold Gideon et Bruce A. Evans, d'après la nouvelle The Body de Stephen King
- 1988 : Le Dernier Empereur (L’ultimo imperatore) – Bernardo Bertolucci et Mark Peploe, d'après l'autobiographie From Emperor to Citizen: The Autobiography of Aisin-Gioro Pu Yi de Puyi
  - Gens de Dublin (The Dead) – Tony Huston, d'après la nouvelle Les Morts de James Joyce
  - Liaison fatale (Fatal Attraction) – James Dearden, d'après le téléfilm Diversion écrit par James Dearden
  - Full Metal Jacket – Gustav Hasford, Michael Herr et Stanley Kubrick, d'après le roman The Short-Timers de Gustav Hasford
  - Ma vie de chien (Mitt liv som hund) – Brasse Brännström, Per Berglund, Lasse Hallström et Reidar Jönsson, d'après le roman Mitt liv som hund de Reidar Jönsson
- 1989 : Les Liaisons dangereuses (Dangerous Liaisons) – Christopher Hampton, d'après le roman Les Liaisons dangereuses de Choderlos de Laclos et la pièce de Christopher Hampton
  - Voyageur malgré lui (The Accidental Tourist) – Frank Galati et Lawrence Kasdan, d'après le roman The Accidental Tourist d'Anne Tyler
  - Gorilles dans la brume (Gorillas in the Mist) – Anna Hamilton Phelan et Tab Murphy, d'après un article de Harold T.P. Hayes
  - La Petite Dorrit (Little Dorrit) – Christine Edzard, d'après le roman La Petite Dorrit de Charles Dickens
  - L'Insoutenable Légèreté de l'être (The Unbearable Lightness of Being) – Jean-Claude Carrière et Philip Kaufman, d'après le roman L'Insoutenable Légèreté de l'être de Milan Kundera

### Années 1990
- 1990 : Miss Daisy et son chauffeur (Driving Miss Daisy) – Alfred Uhry, d'après la pièce Driving Miss Daisy d'Alfred Uhry
  - Né un 4 juillet (Born on the Fourth of July) – Ron Kovic et Oliver Stone, d'après le roman Born on the Fourth of July de Ron Kovic
  - Ennemies, une histoire d'amour (Enemies, A Love Story) – Paul Mazursky et Roger L. Simon, d'après le roman Enemies, a Love Story d'Isaac Bashevis Singer
  - Jusqu'au bout du rêve (Field of Dreams) – Phil Alden Robinson, d'après le roman Shoeless Joe de W.P. Kinsella
  - My Left Foot – Shane Connaughton et Jim Sheridan, d'après le livre My Left Foot de Christy Brown
- 1991 : Danse avec les loups (Dances with Wolves) – Michael Blake, d'après le roman Dances with Wolves de Michael Blake
  - L'Éveil (Awakenings) – Steven Zaillian, d'après le livre Awakenings d'Oliver Sacks
  - Les Affranchis (Goodfellas) – Nicholas Pileggi et Martin Scorsese, d'après le livre Wiseguy de Nicholas Pileggi
  - Les Arnaqueurs (The Grifters) – Donald E. Westlake, d'après le roman The Grifters de Jim Thompson
  - Le Mystère von Bülow (Reversal of Fortune) – Nicholas Kazan, d'après le livre Reversal of Fortune: Inside the von Bülow Case d'Alan M. Dershowitz
- 1992 : Le Silence des agneaux (The Silence of the Lambs) – Ted Tally, d'après le roman Le Silence des agneaux de Thomas Harris
  - Europa Europa – Agnieszka Holland, d'après le livre I Was Hitler Youth Salomon de Salomon Perel
  - Beignets de tomates vertes (Fried Green Tomatoes) – Fannie Flagg et Carol Sobieski (à titre posthume), d'après le roman Fried Green Tomatoes at the Whistle Stop Cafe de Fannie Flagg
  - JFK – Oliver Stone et Zachary Sklar (de), d'après les livres Crossfire: The Plot That Killed Kennedy de Jim Marrs et On the Trail of the Assassins de Jim Garrison
  - Le Prince des marées (The Prince of Tides) – Pat Conroy et Becky Johnston, d'après le livre The Prince of Tides d'Pat Conroy
- 1993 : Retour à Howards End (Howards End) – Ruth Prawer Jhabvala, d'après le roman Howards End d'E.M. Forster
  - Avril enchanté (Enchanted April) – Peter Barnes (en), d'après le roman Enchanted April d'Elizabeth von Arnim
  - The Player – Michael Tolkin, d'après le roman The Player de Michael Tolkin
  - Et au milieu coule une rivière (A River Runs Through It) – Richard Friedenberg, d'après la nouvelle La Rivière du Sixième Jour de Norman Maclean
  - Le Temps d'un week-end (Scent of a Woman) – Bo Goldman, d'après le roman Parfum de femme (Il buio e il miele) de Giovanni Arpino et le film Parfum de femme (Profumo di donna) écrit par Ruggero Maccari et Dino Risi
- 1994 : La Liste de Schindler (Schindler's List) – Steven Zaillian, d'après le roman La Liste de Schindler de Thomas Keneally
  - Le Temps de l'innocence (The Age of Innocence) – Jay Cocks et Martin Scorsese, d'après le roman Le Temps de l'innocence d'Edith Wharton
  - Au nom du père (In the Name of the Father) – Terry George et Jim Sheridan, d'après le livre Proved Innocent de Gerry Conlon
  - Les Vestiges du jour (The Remains of the Day) – Ruth Prawer Jhabvala, d'après le roman The Remains of the Day de Kazuo Ishiguro
  - Les Ombres du cœur (Shadowlands) – William Nicholson, d'après la pièce Shadowlands de William Nicholson
- 1995 : Forrest Gump – Eric Roth, d'après le roman Forrest Gump de Winston Groom
  - La Folie du roi George (The Madness of King George) – Alan Bennett, d'après la pièce The Madness of George III d'Alan Bennett
  - Un homme presque parfait (Nobody's Fool) – Robert Benton, d'après le roman Nobody's Fool de Richard Russo
  - Quiz Show – Paul Attanasio, d'après le livre Remembering America: A Voice from the Sixties de Richard N. Goodwin
  - Les Évadés (The Shawshank Redemption) – Frank Darabont, d'après la nouvelle Rita Hayworth and Shawshank Redemption de Stephen King
- 1996 : Raison et Sentiments (Sense and Sensibility) – Emma Thompson, d'après le roman Sense and Sensibility de Jane Austen
  - Apollo 13 – William Broyles Jr. et Al Reinert, d'après le livre Lost Moon de Jim Lovell et Jeffrey Kluger
  - Babe, le cochon devenu berger (Babe) – George Miller et Chris Noonan, d'après le roman The Sheep-Pig de Dick King-Smith
  - Leaving Las Vegas – Mike Figgis, d'après le roman Leaving Las Vegas de John O'Brien
  - Le Facteur (Il postino) – Anna Pavignano, Michael Radford, Furio Scarpelli, Giacomo Scarpelli et Massimo Troisi, d'après le roman Ardiente Paciencia d'Antonio Skármeta
- 1997 : Sling Blade – Billy Bob Thornton, d'après la pièce Some Folks Call It a Sling Blade de Billy Bob Thornton
  - La Chasse aux sorcières (The Crucible) – Arthur Miller, d'après la pièce Les Sorcières de Salem d'Arthur Miller
  - Le Patient anglais (The English Patient) – Anthony Minghella, d'après le roman L'Homme flambé de Michael Ondaatje
  - Hamlet – Kenneth Branagh, d'après la pièce Hamlet de William Shakespeare
  - Trainspotting – John Hodge, d'après le roman Trainspotting d'Irvine Welsh
- 1998 : L.A. Confidential – Curtis Hanson et Brian Helgeland, d'après le roman L.A. Confidential de James Ellroy
  - Donnie Brasco – Paul Attanasio, d'après le livre Donnie Brasco: My Undercover Life in the Mafia de Joseph D. Pistone et Richard Woodley
  - De beaux lendemains (The Sweet Hereafter) – Atom Egoyan, d'après le roman De beaux lendemains de Russell Banks
  - Des hommes d'influence (Wag the Dog) – Hilary Henkin et David Mamet, d'après le roman American Hero de Larry Beinhart
  - Les Ailes de la colombe (The Wings of the Dove) – Hossein Amini, d'après le roman Les Ailes de la colombe de Henry James
- 1999 : Ni dieux ni démons (Gods and Monsters) – Bill Condon, d'après le roman Father of Frankenstein de Christopher Bram
  - Hors d'atteinte (Out of Sight) – Scott Frank, d'après le roman Out of Sight d'Elmore Leonard
  - Primary Colors – Elaine May, d'après le roman Primary Colors de Joe Klein
  - Un plan simple (A Simple Plan) – Scott Smith, d'après le roman A Simple Plan de Scott Smith
  - La Ligne rouge (The Thin Red Line) – Terrence Malick, d'après le roman The Thin Red Line de James Jones

### Années 2000
- 2000 : L’Œuvre de Dieu, la Part du Diable (The Cider House Rules) – John Irving, d'après le roman L'Œuvre de Dieu, la Part du Diable de John Irving
  - L'Arriviste (Election) – Alexander Payne et Jim Taylor, d'après le roman Election de Tom Perrotta
  - La Ligne verte (The Green Mile) – Frank Darabont, d'après le roman La Ligne verte de Stephen King
  - Révélations (The Insider) – Eric Roth et Michael Mann, d'après l'article The Man Who Knew Too Much de Marie Brenner
  - Le Talentueux Mr Ripley (The Talented Mr. Ripley) – Anthony Minghella, d'après le roman The Talented Mr. Ripley de Patricia Highsmith
- 2001 : Traffic – Stephen Gaghan, d'après le téléfilm britannique Traffik écrit par Simon Moore
  - Le Chocolat (Chocolat) – Robert Nelson Jacobs, d'après le roman Chocolat de Joanne Harris
  - Tigre et Dragon (臥虎藏龍) – Wang Hui Ling, James Schamus et Tsai Kuo Jung, d'après le roman Crouching Tiger, Hidden Dragon de Wang Dulu
  - O'Brother (O Brother, Where Art Thou?) – Ethan et Joel Coen, d'après le poème épique L'Odyssée de Homère
  - Wonder Boys – Steve Kloves, d'après le livre Wonder Boys de Michael Chabon
- 2002 : Un homme d'exception (A Beautiful Mind) – Akiva Goldsman, d'après le livre A Beautiful Mind de Sylvia Nasar
  - Ghost World – Daniel Clowes et Terry Zwigoff, d'après le roman graphique Ghost World de Daniel Clowes
  - In the Bedroom – Rob Festinger et Todd Field, d'après la nouvelle Killings de Andre Dubus
  - Le Seigneur des anneaux : La Communauté de l'anneau (The Lord of The Rings: The Fellowship of the Ring) – Fran Walsh, Philippa Boyens et Peter Jackson, d'après le roman La Communauté de l'anneau de J. R. R. Tolkien
  - Shrek – Ted Elliott, Terry Rossio, Joe Stillman et Roger S.H. Schulman, d'après le livre illustré Shrek! de William Steig
- 2003 : Le Pianiste (The Pianist) – Ronald Harwood, d'après le livre Le Pianiste de Władysław Szpilman
  - Pour un garçon (About a Boy) – Peter Hedges, Chris Weitz et Paul Weitz, d'après le roman About a Boy de Nick Hornby
  - Adaptation – Charlie Kaufman et Donald Kaufman, d'après le roman The Orchid Thief de Susan Orlean
  - Chicago – Bill Condon, d'après la comédie musicale Chicago écrite par Bob Fosse et Fred Ebb
  - The Hours – David Hare, d'après le roman The Hours de Michael Cunningham
- 2004 : Le Seigneur des anneaux : Le Retour du roi (The Return of the King) – Fran Walsh, Philippa Boyens et Peter Jackson, d'après le roman Le Retour du roi de J. R. R. Tolkien
  - American Splendor – Shari Springer Berman et Robert Pulcini, d'après les séries de comics American Splendor de Harvey Pekar et Our Cancer Year de Joyce Brabner
  - La Cité de Dieu (Cidade de Deus) – Bráulio Mantovani, d'après le roman Cidade de Deus de Paulo Lins
  - Mystic river – Brian Helgeland, d'après le roman Mystic River de Dennis Lehane
  - Pur Sang, la légende de Seabiscuit (Seabiscuit) – Gary Ross, d'après le livre Seabiscuit: An American Legend de Laura Hillenbrand
- 2005 : Sideways – Alexander Payne et Jim Taylor, d'après le roman Sideways de Rex Pickett
  - Before Sunset – Richard Linklater, Julie Delpy, Ethan Hawke et Kim Krizan, d'après les personnages du film Before Sunrise écrits par Richard Linklater et Kim Krizan
  - Neverland – David Magee, d'après la pièce The Man Who Was Peter Pan de Allan Knee
  - Million Dollar Baby – Paul Haggis, d'après le livre Rope Burns: Stories from the Corner de F.X. Toole
  - Carnets de voyage – José Rivera, d'après les livres Con el Che por America Latina de Alberto Granado et Voyage à motocyclette de Che Guevara
- 2006 : Le Secret de Brokeback Mountain (Brokeback Mountain) – Larry McMurtry et Diana Ossana, d'après la nouvelle Brokeback Mountain d'Annie Proulx
  - Truman Capote (Capote) – Dan Futterman, d'après le livre Capote de Gerald Clarke
  - The Constant Gardener – Jeffrey Caine (en), d'après le roman La Constance du jardinier de John le Carré
  - A History of Violence – Josh Olson, d'après le roman graphique A History of Violence de John Wagner et Vince Locke
  - Munich – Tony Kushner et Eric Roth, d'après le livre Vengeance: The True Story of an Israeli Counter-Terrorist Team de George Jonas
- 2007 : Les Infiltrés (The Departed) – William Monahan, d'après le film hong-kongais Infernal Affairs écrit par Alan Mak et Felix Chong
  - Borat, leçons culturelles sur l'Amérique au profit glorieuse nation Kazakhstan (Borat: Cultural Learnings of America for Make Benefit Glorious Nation of Kazakhstan) – Sacha Baron Cohen, Anthony Hines, Peter Baynham, Dan Mazer et Todd Phillips, d'après le personnage Borat de la série télévisée Da Ali G Show créée par Sacha Baron Cohen
  - Les Fils de l'homme (Children of Men) – Alfonso Cuarón, Timothy J. Sexton, David Arata, Mark Fergus et Hawk Ostby, d'après le roman Les Fils de l'homme de P. D. James
  - Little Children – Todd Field et Tom Perrotta, d'après le roman Little Children de Tom Perrotta
  - Chronique d'un scandale (Notes on a Scandal) – Patrick Marber, d'après le roman Notes on a Scandal de Zoë Heller
- 2008 : No Country for Old Men (No Country for Old Men) – Joel et Ethan Coen, d'après le roman Non, ce pays n'est pas pour le vieil homme de Cormac McCarthy
  - Le Scaphandre et le Papillon – Ronald Harwood, d'après le livre Le Scaphandre et le Papillon de Jean-Dominique Bauby
  - Loin d'elle (Away from Her) – Sarah Polley, d'après la nouvelle The Bear Went Over the Mountain de Alice Munro
  - Reviens-moi (Atonement) – Christopher Hampton, d'après le roman Expiation de Ian McEwan
  - There Will Be Blood – Paul Thomas Anderson, d'après le roman Oil! de Upton Sinclair
- 2009 : Slumdog Millionaire – Simon Beaufoy, d'après le roman Les Fabuleuses Aventures d'un Indien malchanceux qui devint milliardaire de Vikas Swarup
  - Doute (Doubt) – John Patrick Shanley, d'après le roman Doubt: A Parable de John Patrick Shanley
  - L'Étrange Histoire de Benjamin Button (The Curious Case of Benjamin Button) – Eric Roth et Robin Swicord, d'après la nouvelle The Curious Case of Benjamin Button de F. Scott Fitzgerald
  - Frost/Nixon – Peter Morgan, d'après la pièce Frost/Nixon de Peter Morgan
  - The Reader – David Hare, d'après le roman Le Liseur de Bernhard Schlink

### Années 2010
- 2010 : Precious (Precious: Based on the Novel 'Push' by Sapphire) – Geoffrey Fletcher, d'après le roman Push de Sapphire
  - District 9 – Neill Blomkamp et Terri Tatchell, d'après le court-métrage Alive in Joburg de Neill Blomkamp
  - Une éducation (An Education) – Nick Hornby, d'après le livre An Education de Lynn Barber
  - In the Loop – Simon Blackwell, Jesse Armstrong, Armando Iannucci et Tony Roche, d'après le personnage Malcolm Tucker de la série télévisée The Thick of It créée par Armando Iannucci
  - In the Air (Up in the Air) – Jason Reitman et Sheldon Turner, d'après le roman Up in the Air de Walter Kirn
- 2011 : The Social Network – Aaron Sorkin, d'après le livre The Accidental Billionaires: The Founding Of Facebook, A Tale of Sex, Money, Genius, and Betrayal de Ben Mezrich
  - 127 heures (127 Hours) – Danny Boyle et Simon Beaufoy, d'après le livre Plus fort qu'un roc de Aron Ralston
  - Toy Story 3 – Michael Arndt, John Lasseter, Andrew Stanton et Lee Unkrich, d'après les personnages des films Toy Story et Toy Story 2 créés par John Lasseter, Pete Docter et Andrew Stanton
  - True Grit – Joel et Ethan Coen, d'après le roman True Grit de Charles Portis
  - Winter's Bone – Debra Granik et Anne Rosellini, d'après le roman Winter's Bone de Daniel Woodrell
- 2012 : The Descendants – Alexander Payne, Nat Faxon et Jim Rash, d'après le romanThe Descendants de Kaui Hart Hemmings
  - Hugo Cabret (Hugo) – John Logan, d'après le roman L'Invention de Hugo Cabret de Brian Selznick
  - Les Marches du pouvoir (The Ides of March) – George Clooney, Grant Heslov et Beau Willimon, d'après la pièce Farragut North de Beau Willimon
  - Le Stratège (Moneyball) – Aaron Sorkin, Steven Zaillian et Stan Chervin, d'après le livre Moneyball: The Art of Winning an Unfair Game de Michael Lewis
  - La Taupe (Tinker Tailor Soldier Spy) – Bridget O'Connor et Peter Straughan, d'après le roman La Taupe de John le Carré
- 2013 : Argo – Chris Terrio, d'après l'article de presse Escape from Tehran de Joshuah Bearman
  - Les Bêtes du sud sauvage (Beasts of the Southern Wild) – Lucy Alibar et Benh Zeitlin
  - Happiness Therapy (Silver Linings Playbook) – David O. Russell,  d'après The Silver Linings Playbook de Matthew Quick
  - Lincoln – Tony Kushner, d'après le livre Team of Rivals de Doris Kearns Goodwin
  - L'Odyssée de Pi (Life Of Pi) – David Magee, d'après le roman de Yann Martel
- 2014 : Twelve Years a Slave – John Ridley,  d'après les mémoires Douze ans d'esclavage de Solomon Northup
  - Before Midnight – Richard Linklater, Julie Delpy et Ethan Hawke, d'après les histoires et personnages de Before Sunrise et Before Sunset de Richard Linklater
  - Capitaine Phillips (Captain Phillips) – Billy Ray, d'après l'ouvrage A Captain's Duty : Somali Pirates, Navy SEALS, and Dangerous Days at Sea de Richard Phillips
  - Le Loup de Wall Street (The Wolf of Wall Street) – Terence Winter, d'après les mémoires The Wolf of Wall Street de Jordan Belfort
  - Philomena – Steve Coogan et Jeff Pope, d'après l'ouvrage The Lost Child of Philomena Lee de Martin Sixsmith
- 2015 : Imitation Game (The Imitation Game) – Graham Moore, d'après le livre Alan Turing: The Enigma d'Andrew Hodges
  - American Sniper – Jason Hall, d'après le livre American Sniper: The Autobiography of the Most Lethal Sniper in U.S. Military History de Chris Kyle, Scott McEwan et Jim DeFelice
  - Inherent Vice – Paul Thomas Anderson, d'après le livre Vice caché (Inherent Vice) de Thomas Pynchon
  - Une merveilleuse histoire du temps (The Theory of Everything) – Anthony McCarten, d'après le livre Travelling to Infinity: My Life with Stephen Hawking de Jane Wilde Hawking
  - Whiplash – Damien Chazelle, d'après le court métrage Whiplash de Damien Chazelle
- 2016 : The Big Short : Le Casse du siècle (The Big Short) – Charles Randolph et Adam McKay, d'après le livre The Big Short: Inside the Doomsday Machine de Michael Lewis
  - Brooklyn – Nick Hornby, d'après le roman du même nom de Colm Tóibín
  - Carol – Phyllis Nagy, d'après le roman du même nom de Patricia Highsmith
  - Room – Emma Donoghue, d'après son propre roman du même nom (en)
  - Seul sur Mars (The Martian) – Drew Goddard, d'après le roman du même nom d'Andy Weir
- 2017 : Moonlight – Barry Jenkins et Tarell Alvin McCraney, d'après la pièce Au clair de lune, les noirs paraissent bleus de Tarell Alvin McCraney
  - Premier Contact (Arrival) – Eric Heisserer, d'après la nouvelle L'Histoire de ta vie de Ted Chiang
  - Fences – August Wilson, d'après sa propre pièce du même nom
  - Les Figures de l'ombre (Hidden Figures) – Allison Schroeder et Theodore Melfi, d'après le roman du même nom de Margot Lee Shetterly
  - Lion – Luke Davies, d'après le livre Un long chemin de Saroo Brierley et Larry Buttrose
- 2018 : Call Me By Your Name – James Ivory, d’après le roman éponyme d’André Aciman
  - The Disaster Artist – Scott Neustadter et Michael H. Weber, d’après le roman éponyme de Greg Sestero et Tom Bissell
  - Logan – Scott Frank, James Mangold et Michael Green, d’après les personnages des comics X-Men
  - Le Grand Jeu – Aaron Sorkin, d’après les mémoires Molly's Game: From Hollywood's Elite to Wall Street's Billionaire Boys Club, My High-Stakes Adventure in the World of Underground Poker de Molly Bloom
  - Mudbound – Virgil Williams et Dee Rees, d'après le roman éponyme de Hillary Jordan
- 2019 : BlacKkKlansman : J'ai infiltré le Ku Klux Klan - Charlie Wachtel, David Rabinowitz, Kevin Willmott et Spike Lee d'après le livre éponyme de Ron Stallworth
  - La Ballade de Buster Scruggs - Joel et Ethan Coen
  - Can You Ever Forgive Me? - Nicole Holofcener et Jeff Whitty d'après la biographie éponyme de Lee Israel
  - Si Beale Street pouvait parler - Barry Jenkins d'après le livre éponyme de James Baldwin
  - A Star Is Born - Eric Roth, Bradley Cooper et Will Fetters d'après le scénario du film de 1937, Une étoile est née de Dorothy Parker et Alan Campbell (en)

### Années 2020
- 2020 : Jojo Rabbit - Taika Waititi d'après le livre Le ciel en cage de Christine Leunens
  - The Irishman - Steven Zaillian d'après le livre I Heard You Paint Houses de Charles Brandt (en)
  - Joker - Todd Phillips et Scott Silver d'après le personnage du Joker créé par Bill Finger, Bob Kane et Jerry Robinson
  - Les Filles du docteur March (Little Women) - Greta Gerwig d'après les romans de Louisa May Alcott intitulés : Les Quatre Filles du Docteur March et Le Docteur March marie ses filles
  - Les Deux Papes (the Two Popes) - Anthony McCarten d'après la pièce de théâtre The Pope
- 2021 : The Father - Christopher Hampton et Florian Zeller, d'après la pièce de théâtre éponyme écrite par Florian Zeller
  - Sacha Baron Cohen - Borat, nouvelle mission filmée, d'après le personnage de Borat Sagdiyev créé par Sacha Baron Cohen
  - Chloé Zhao - Nomadland, d'après le livre Nomadland: Surviving America in the Twenty-First Century écrit par Jessica Bruder
  - Kemp Powers - One Night in Miami, d'après la pièce de théâtre éponyme écrite par Kemp Powers
  - Ramin Bahrani - Le Tigre Blanc, d'après la nouvelle éponyme de Arvind Adiga
- 2022 : Coda – Sian Heder adapté du scénario du film La Famille Bélier de Victoria Bedos, Thomas Bidegain, Stanislas Carré de Malberg et Éric Lartigau
  - Drive My Car – Ryūsuke Hamaguchi et Takamasa Ōe adapté de la nouvelle Drive My Car de Haruki Murakami
  - Dune – Jon Spaihts et Denis Villeneuve et Eric Roth adapté du roman Dune de Frank Herbert
  - The Lost Daughter – Maggie Gyllenhaal adapté du roman Poupée volée de Elena Ferrante
  - The Power of the Dog – Jane Campion adapté du roman The Power of the Dog de Thomas Savage
- 2023 : Women Talking de Sarah Polley adapté du roman Ce Qu’elles disent de Miriam Toews
  - À l'Ouest, rien de nouveau (Im Westen nichts Neues) d'Edward Berger, Lesley Paterson et Ian Stolkell adapté du roman À l'Ouest, rien de nouveau de Erich Maria Remarque
  - Glass Onion : Une histoire à couteaux tirés (Glass Onion: A Knives Out Mystery) de Rian Johnson
  - Vivre (Living) de Kazuo Ishiguro adapté du scénario original du film Vivre (1952) d'Akira Kurosawa
  - Top Gun : Maverick de Ehren Kruger, Eric Warren Singer et Christopher McQuarrie - histoire de Peter Craig et Justin Marks d'après les personnages créés par Jim Cash et Jack Epps Jr.
- 2024 : Fiction à l'américaine (American Fiction) de Cord Jefferson, adapté du roman Effacement (Erasure) de Percival Everett
  - Barbie de Greta Gerwig et Noah Baumbach, basé sur les poupées créés par Ruth Handler
  - Oppenheimer de Christopher Nolan, adapté de la biographie Robert Oppenheimer : Triomphe et tragédie d'un génie (American Prometheus) de Kai Bird et Martin J. Sherwin
  - Pauvres Créatures (Poor Things) de Tony McNamara, adapté du roman Pauvres Créatures (Poor Things) d'Alisdair Gray
  - La Zone d'intérêt (The Zone of Interest) de Jonathan Glazer, adapté du roman La Zone d'intérêt (The Zone of Interest) de Martin Amis
- 2025 : Conclave de Peter Straughan, adapté du roman Conclave de Robert Harris
  - Emilia Pérez de Jacques Audiard, fondé sur un personnage du roman Écoute (en) de Boris Razon
  - Un parfait inconnu (A Complete Unknown) de James Mangold et Jay Cocks, adapté du livre Dylan Goes Electric! (en) d'Elijah Wald (en)
  - Sing Sing de Greg Kwedar et Clint Bentley, adapté du livre The Sing Sing Follies de John H. Richardson
  - Nickel Boys de RaMell Ross et Joslyn Barnes, adapté du roman Nickel Boys de Colson Whitehead

## Commentaires
Pierre Boulle reçut la récompense en 1958 pour Le Pont de la rivière Kwaï, adapté de son propre roman. Cette adaptation fut cependant écrite par Carl Foreman et Michael Wilson, alors inscrits sur la liste noire d'Hollywood qui les empêchait de travailler officiellement et donc d'être crédités au générique du film. Il faudra attendre le 11 décembre 1984 pour que le comité directeur de l'AMPAS les crédite officiellement et leur remette un Oscar posthume.